# Wilhelm (Nordmark)
Wilhelm (* vor 1044; † 10. September 1056 bei Prizlava an der Elbe) war Graf von Haldensleben und Markgraf der Nordmark.

## Leben
Wilhelm war ein Nachkomme von Graf Bernhard II. von Haldensleben, der auch Markgraf der Nordmark war. 
Wilhelm wurde nur bei der Schlacht bei der Burg Pritzlawa an der Elbe 1056 genannt, wohin er von Kaiser Heinrich III. geschickt worden war. Mit ihm kämpften Graf Dietrich von Katlenburg und Bernhard von Domersleben. Das sächsische Heer wurde von den Lutizen vernichtend geschlagen und Wilhelm wie viele andere auch getötet.
Sein Halbbruder Otto bemühte sich wohl um die Nachfolge als Markgraf, starb aber 1057.
Da es keine weiteren männlichen Verwandten gab, belehnte Heinrich III. den Grafen Lothar Udo I. aus dem Hause Stade mit der Nordmark.

## Familie
Es ist nicht bekannt, ob Wilhelm verheiratet war. Er hatte keine Nachkommen und mit ihm starb das Haus der Grafen von Haldensleben in männlicher Linie aus.